# Psylliodes wunderlei
Psylliodes wunderlei es una especie de insecto coleóptero de la familia Chrysomelidae.
Fue descrita científicamente en 1998 por Döberl.